# Ernstgert Kalbe
Ernstgert Kalbe (* 27. September 1931 in Leipzig; † 7. November 2015 ebenda) war ein deutscher Historiker.

## Leben
Von 1951 bis 1955 studierte er Geschichte und Bulgaristik an der KMU Leipzig (Abschluss Dipl.-Historiker). Nach der Promotion 1960 zum Dr. phil. an der KMU Leipzig bei Basil Spiru und Alfred Anderle war er von 1969 bis 1972 Dozent für Geschichte der internationalen Arbeiterbewegung am Franz-Mehring-Institut. Nach der Promotion B 1971 zum Dr. sc. phil. bei Walter Markov, Hans Jürgen Friederici und Alfred Anderle war er von 1974 bis 1991 Leiter des Lehrstuhls Geschichte der UdSSR und der sozialistischen Länder Europas.

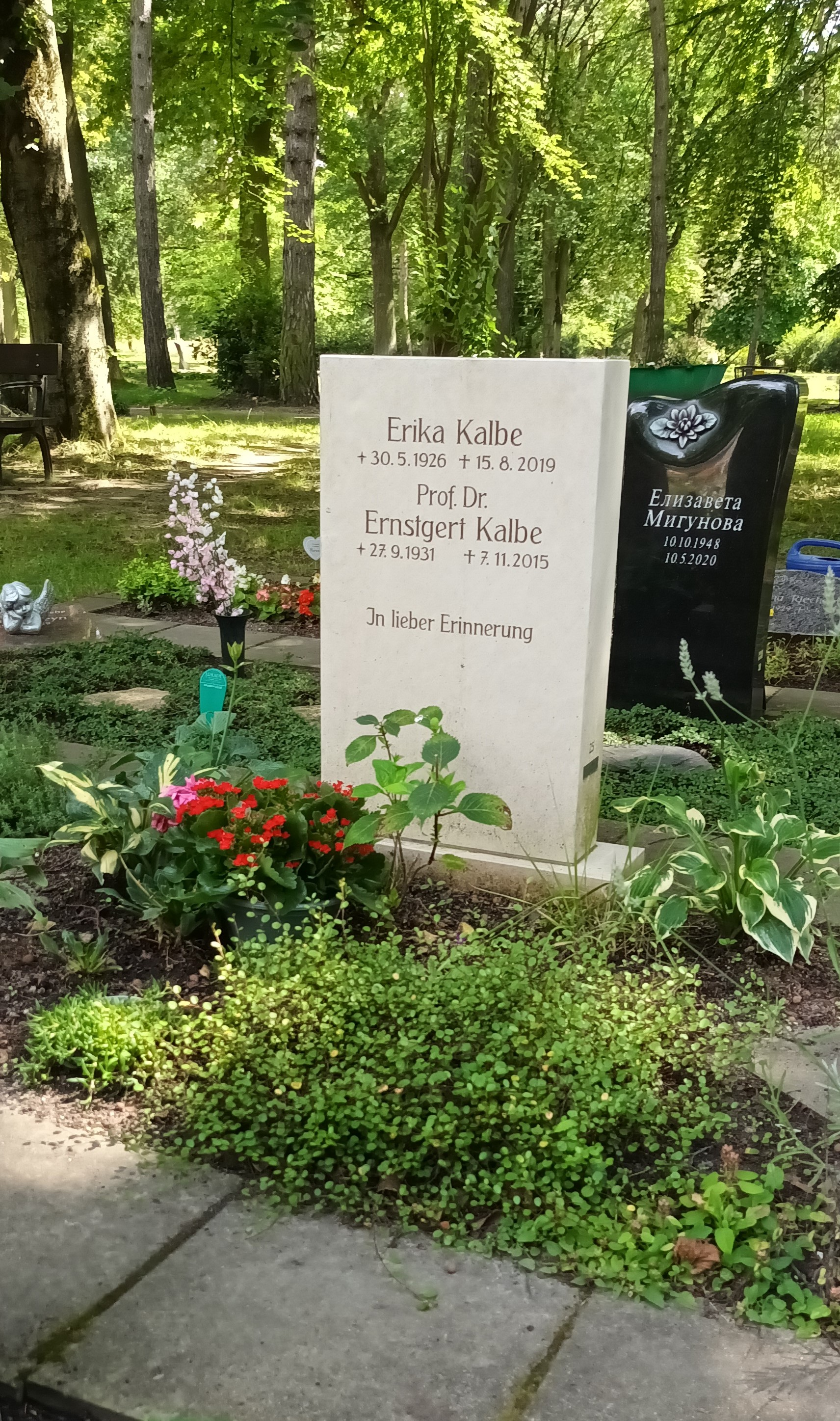
Grabstätte Ernstgert Kalbe

Im Jahr 2000 wurde er zum Mitglied der Leibniz-Sozietät der Wissenschaften zu Berlin gewählt.
Die Urne von Ernstgert Kalbe wurde auf dem Leipziger Südfriedhof beigesetzt.

## Veröffentlichungen (Auswahl)
- Antifaschistischer Widerstand und volksdemokratische Revolution in Südosteuropa. Das Hinüberwachsen des Widerstandskampfes gegen den Faschismus in die Volksrevolution (1941–1944/45). Ein revolutionsgeschichtlicher Vergleich. Berlin 1974, OCLC 180624646.
- Die Zerstörung Jugoslawiens. Vom Zerfall der südslawischen Föderation zum NATO-Krieg. 2001, ISBN 3-89626-317-X.